# Alberto Rodríguez Larreta
Alberto Rodriguez Larreta (Buenos Aires, 14 de janeiro de 1934 - Buenos Aires, 11 de março de 1977) foi um automobilista argentino que participou do Grande Prêmio da Argentina de 1960 de Fórmula 1 pela equipe Lotus.